# Eleições legislativas de 2019 em Lisboa

## Resultados Oficiais
| Partido                 | Partido                              | Votos   | %               | +/-  |
| ----------------------- | ------------------------------------ | ------- | --------------- | ---- |
|                         | Partido Socialista                   | 96 950  | 33,27 / 100,00  | 1,49 |
|                         | Partido Social Democrata             | 74 162  | 25,45 / 100,00  | -    |
|                         | Bloco de Esquerda                    | 26 619  | 9,13 / 100,00   | 0,22 |
|                         | CDU - Coligação Democrática Unitária | 20 418  | 7,01 / 100,00   | 0,86 |
|                         | CDS – Partido Popular                | 17 047  | 5,85 / 100,00   | -    |
|                         | Pessoas–Animais–Natureza             | 11 891  | 4,08 / 100,00   | 2,17 |
|                         | Iniciativa Liberal                   | 11 884  | 4,08 / 100,00   | Novo |
|                         | LIVRE                                | 9 508   | 3,26 / 100,00   | 1,22 |
|                         | Aliança                              | 4 248   | 1,46 / 100,00   | Novo |
|                         | CHEGA!                               | 4 016   | 1,38 / 100,00   | Novo |
|                         | Outros (com menos de 1,00%)          | 6 426   | 2,21 / 100,00   |      |
| Votos Inválidos         | Votos Inválidos                      | 8 263   | 2,83 / 100,00   | 0,17 |
| Total                   | Total                                | 291 432 | 100,00 / 100,00 |      |
| Eleitorado/Participação | Eleitorado/Participação              | 483 087 | 60,33 / 100,00  | 2,30 |

## Resultados por Freguesia
Os resultados seguintes referem-se aos partidos que obtiveram mais de 1,00% dos votos:
| Freguesia               | %     | %     | %     | %     | %     | %    | %    | %    | %    | %    | Votantes |
| Freguesia               | PS    | PSD   | BE    | CDU   | CDS   | PAN  | IL   | L    | A    | CH   | Votantes |
| ----------------------- | ----- | ----- | ----- | ----- | ----- | ---- | ---- | ---- | ---- | ---- | -------- |
| Ajuda                   | 43,16 | 15,85 | 9,29  | 11,06 | 3,32  | 4,23 | 2,15 | 2,27 | 1,37 | 1,52 | 7 439    |
| Alcântara               | 37,13 | 21,55 | 8,99  | 8,32  | 4,86  | 3,81 | 3,90 | 3,57 | 1,26 | 1,36 | 6 999    |
| Alvalade                | 27,17 | 30,75 | 8,39  | 5,85  | 7,68  | 3,94 | 5,00 | 3,50 | 1,92 | 1,25 | 19 754   |
| Areeiro                 | 26,21 | 32,14 | 8,32  | 5,08  | 7,52  | 3,79 | 5,31 | 4,05 | 1,90 | 1,31 | 12 587   |
| Arroios                 | 30,13 | 23,33 | 11,82 | 7,52  | 4,94  | 4,74 | 3,81 | 6,09 | 1,49 | 1,05 | 15 527   |
| Avenidas Novas          | 25,30 | 33,55 | 6,90  | 4,83  | 9,34  | 3,37 | 6,53 | 3,37 | 1,89 | 1,14 | 13 858   |
| Beato                   | 41,72 | 17,34 | 10,32 | 9,67  | 3,12  | 4,78 | 2,00 | 1,78 | 1,15 | 1,85 | 5 904    |
| Belém                   | 24,98 | 32,88 | 6,55  | 5,13  | 11,04 | 3,43 | 6,14 | 3,12 | 1,59 | 1,29 | 9 593    |
| Benfica                 | 38,64 | 23,56 | 9,20  | 7,34  | 4,41  | 4,06 | 2,57 | 2,47 | 1,33 | 1,42 | 20 641   |
| Campo de Ourique        | 30,14 | 27,07 | 8,59  | 6,19  | 6,98  | 4,29 | 5,36 | 3,87 | 1,66 | 1,18 | 12 414   |
| Campolide               | 35,69 | 23,66 | 9,14  | 7,25  | 5,07  | 3,91 | 4,55 | 2,43 | 1,55 | 1,24 | 7 667    |
| Carnide                 | 34,65 | 25,28 | 8,50  | 8,63  | 5,21  | 3,84 | 3,50 | 2,55 | 1,24 | 1,36 | 10 267   |
| Estrela                 | 25,06 | 30,97 | 6,78  | 5,54  | 11,02 | 3,46 | 6,87 | 3,50 | 1,74 | 1,09 | 10 596   |
| Lumiar                  | 29,82 | 30,78 | 7,70  | 5,35  | 6,82  | 3,68 | 5,22 | 3,00 | 1,68 | 1,25 | 26 618   |
| Marvila                 | 47,38 | 13,15 | 10,91 | 8,74  | 2,36  | 4,26 | 1,00 | 1,58 | 0,91 | 2,29 | 16 685   |
| Misericórdia            | 33,45 | 20,08 | 10,40 | 8,45  | 5,89  | 4,73 | 4,72 | 5,23 | 1,04 | 1,10 | 5 280    |
| Olivais                 | 37,56 | 20,74 | 10,87 | 8,93  | 3,75  | 4,54 | 2,42 | 2,25 | 1,11 | 1,81 | 17 715   |
| Parque das Nações       | 33,61 | 29,02 | 7,58  | 5,37  | 4,90  | 3,71 | 5,83 | 2,51 | 1,39 | 1,31 | 11 038   |
| Penha de França         | 35,53 | 19,56 | 13,60 | 8,84  | 3,02  | 4,93 | 2,20 | 4,10 | 1,28 | 1,36 | 13 725   |
| Santa Clara             | 42,25 | 19,01 | 8,25  | 7,58  | 3,78  | 4,29 | 2,56 | 1,86 | 1,29 | 2,54 | 9 338    |
| Santa Maria Maior       | 39,41 | 16,15 | 10,86 | 10,68 | 3,63  | 4,44 | 2,61 | 4,48 | 0,88 | 1,22 | 4 440    |
| Santo António           | 26,20 | 28,01 | 9,19  | 5,72  | 8,68  | 4,09 | 6,29 | 5,75 | 1,31 | 0,81 | 6 279    |
| São Domingos de Benfica | 30,18 | 31,69 | 7,85  | 5,37  | 6,94  | 3,88 | 4,40 | 2,87 | 1,61 | 1,07 | 20 614   |
| São Vicente             | 36,46 | 18,56 | 12,60 | 9,92  | 2,97  | 5,04 | 1,92 | 5,35 | 1,04 | 1,04 | 6 454    |
| Lisboa                  | 33,27 | 25,45 | 9,13  | 7,01  | 5,85  | 4,08 | 4,08 | 3,26 | 1,46 | 1,38 | 291 432  |

#### Ajuda
| Partido                 | Partido                                         | Votos  | %               | +/-  |
| ----------------------- | ----------------------------------------------- | ------ | --------------- | ---- |
|                         | Partido Socialista                              | 3 211  | 43,16 / 100,00  | 0,06 |
|                         | Partido Social Democrata                        | 1 179  | 15,85 / 100,00  | -    |
|                         | CDU - Coligação Democrática Unitária            | 823    | 11,06 / 100,00  | 1,87 |
|                         | Bloco de Esquerda                               | 691    | 9,29 / 100,00   | 0,38 |
|                         | Pessoas–Animais–Natureza                        | 315    | 4,23 / 100,00   | 2,48 |
|                         | CDS – Partido Popular                           | 247    | 3,32 / 100,00   | -    |
|                         | LIVRE                                           | 169    | 2,27 / 100,00   | 0,81 |
|                         | Iniciativa Liberal                              | 160    | 2,15 / 100,00   | Novo |
|                         | CHEGA!                                          | 113    | 1,52 / 100,00   | Novo |
|                         | Aliança                                         | 102    | 1,37 / 100,00   | Novo |
|                         | Partido Comunista dos Trabalhadores Portugueses | 88     | 1,18 / 100,00   | 0,16 |
|                         | Outros (com menos de 1,00%)                     | 112    | 1,51 / 100,00   |      |
| Votos Inválidos         | Votos Inválidos                                 | 229    | 3,07 / 100,00   | 0,64 |
| Total                   | Total                                           | 7 439  | 100,00 / 100,00 |      |
| Eleitorado/Participação | Eleitorado/Participação                         | 13 165 | 56,51 / 100,00  | 2,82 |

#### Alcântara
| Partido                 | Partido                              | Votos  | %               | +/-  |
| ----------------------- | ------------------------------------ | ------ | --------------- | ---- |
|                         | Partido Socialista                   | 2 599  | 37,13 / 100,00  | 0,04 |
|                         | Partido Social Democrata             | 1 508  | 21,55 / 100,00  | -    |
|                         | Bloco de Esquerda                    | 629    | 8,99 / 100,00   | 0,88 |
|                         | CDU - Coligação Democrática Unitária | 582    | 8,32 / 100,00   | 2,30 |
|                         | CDS – Partido Popular                | 340    | 4,86 / 100,00   | -    |
|                         | Iniciativa Liberal                   | 273    | 3,90 / 100,00   | Novo |
|                         | Pessoas–Animais–Natureza             | 267    | 3,81 / 100,00   | 1,76 |
|                         | LIVRE                                | 250    | 3,57 / 100,00   | 1,59 |
|                         | CHEGA!                               | 95     | 1,36 / 100,00   | Novo |
|                         | Aliança                              | 88     | 1,26 / 100,00   | Novo |
|                         | Outros (com menos de 1,00%)          | 173    | 2,47 / 100,00   |      |
| Votos Inválidos         | Votos Inválidos                      | 195    | 2,79 / 100,00   | 0,22 |
| Total                   | Total                                | 6 999  | 100,00 / 100,00 |      |
| Eleitorado/Participação | Eleitorado/Participação              | 11 800 | 59,31 / 100,00  | 2,23 |

#### Alvalade
| Partido                 | Partido                              | Votos  | %               | +/-  |
| ----------------------- | ------------------------------------ | ------ | --------------- | ---- |
|                         | Partido Social Democrata             | 6 075  | 30,75 / 100,00  | -    |
|                         | Partido Socialista                   | 5 367  | 27,17 / 100,00  | 2,35 |
|                         | Bloco de Esquerda                    | 1 657  | 8,39 / 100,00   | 0,34 |
|                         | CDS – Partido Popular                | 1 518  | 7,68 / 100,00   | -    |
|                         | CDU - Coligação Democrática Unitária | 1 156  | 5,85 / 100,00   | 0,17 |
|                         | Iniciativa Liberal                   | 988    | 5,00 / 100,00   | Novo |
|                         | Pessoas–Animais–Natureza             | 778    | 3,94 / 100,00   | 1,83 |
|                         | LIVRE                                | 692    | 3,50 / 100,00   | 1,37 |
|                         | Aliança                              | 379    | 1,92 / 100,00   | Novo |
|                         | CHEGA!                               | 246    | 1,25 / 100,00   | Novo |
|                         | Outros (com menos de 1,00%)          | 354    | 1,79 / 100,00   |      |
| Votos Inválidos         | Votos Inválidos                      | 544    | 2,75 / 100,00   | 0,34 |
| Total                   | Total                                | 19 754 | 100,00 / 100,00 |      |
| Eleitorado/Participação | Eleitorado/Participação              | 29 718 | 66,47 / 100,00  | 0,02 |

#### Areeiro
| Partido                 | Partido                              | Votos  | %               | +/-  |
| ----------------------- | ------------------------------------ | ------ | --------------- | ---- |
|                         | Partido Social Democrata             | 4 046  | 32,14 / 100,00  | -    |
|                         | Partido Socialista                   | 3 299  | 26,21 / 100,00  | 3,36 |
|                         | Bloco de Esquerda                    | 1 047  | 8,32 / 100,00   | 0,22 |
|                         | CDS – Partido Popular                | 947    | 7,52 / 100,00   | -    |
|                         | Iniciativa Liberal                   | 668    | 5,31 / 100,00   | Novo |
|                         | CDU - Coligação Democrática Unitária | 639    | 5,08 / 100,00   | 0,35 |
|                         | LIVRE                                | 510    | 4,05 / 100,00   | 1,37 |
|                         | Pessoas–Animais–Natureza             | 477    | 3,79 / 100,00   | 2,06 |
|                         | Aliança                              | 239    | 1,90 / 100,00   | Novo |
|                         | CHEGA!                               | 165    | 1,31 / 100,00   | Novo |
|                         | Outros (com menos de 1,00%)          | 209    | 1,66 / 100,00   |      |
| Votos Inválidos         | Votos Inválidos                      | 341    | 2,71 / 100,00   | 0,36 |
| Total                   | Total                                | 12 587 | 100,00 / 100,00 |      |
| Eleitorado/Participação | Eleitorado/Participação              | 19 394 | 64,90 / 100,00  | 0,16 |

#### Arroios
| Partido                 | Partido                              | Votos  | %               | +/-  |
| ----------------------- | ------------------------------------ | ------ | --------------- | ---- |
|                         | Partido Socialista                   | 4 679  | 30,13 / 100,00  | 3,19 |
|                         | Partido Social Democrata             | 3 622  | 23,33 / 100,00  | -    |
|                         | Bloco de Esquerda                    | 1 836  | 11,82 / 100,00  | 1,10 |
|                         | CDU - Coligação Democrática Unitária | 1 168  | 7,52 / 100,00   | 0,27 |
|                         | LIVRE                                | 946    | 6,09 / 100,00   | 2,74 |
|                         | CDS – Partido Popular                | 767    | 4,94 / 100,00   | -    |
|                         | Pessoas–Animais–Natureza             | 736    | 4,74 / 100,00   | 2,19 |
|                         | Iniciativa Liberal                   | 591    | 3,81 / 100,00   | Novo |
|                         | Aliança                              | 232    | 1,49 / 100,00   | Novo |
|                         | CHEGA!                               | 163    | 1,05 / 100,00   | Novo |
|                         | Outros (com menos de 1,00%)          | 346    | 2,22 / 100,00   |      |
| Votos Inválidos         | Votos Inválidos                      | 441    | 2,84 / 100,00   | 0,38 |
| Total                   | Total                                | 15 527 | 100,00 / 100,00 |      |
| Eleitorado/Participação | Eleitorado/Participação              | 28 219 | 55,02 / 100,00  | 3,19 |

#### Avenidas Novas
| Partido                 | Partido                              | Votos  | %               | +/-  |
| ----------------------- | ------------------------------------ | ------ | --------------- | ---- |
|                         | Partido Social Democrata             | 4 650  | 33,55 / 100,00  | -    |
|                         | Partido Socialista                   | 3 506  | 25,30 / 100,00  | 3,33 |
|                         | CDS – Partido Popular                | 1 294  | 9,34 / 100,00   | -    |
|                         | Bloco de Esquerda                    | 956    | 6,90 / 100,00   | 0,14 |
|                         | Iniciativa Liberal                   | 905    | 6,53 / 100,00   | Novo |
|                         | CDU - Coligação Democrática Unitária | 669    | 4,83 / 100,00   | 0,01 |
|                         | LIVRE                                | 480    | 3,46 / 100,00   | 1,19 |
|                         | Pessoas–Animais–Natureza             | 467    | 3,37 / 100,00   | 1,81 |
|                         | Aliança                              | 262    | 1,89 / 100,00   | Novo |
|                         | CHEGA!                               | 158    | 1,14 / 100,00   | Novo |
|                         | Outros (com menos de 1,00%)          | 170    | 1,22 / 100,00   |      |
| Votos Inválidos         | Votos Inválidos                      | 341    | 2,46 / 100,00   | 0,26 |
| Total                   | Total                                | 13 858 | 100,00 / 100,00 |      |
| Eleitorado/Participação | Eleitorado/Participação              | 20 967 | 66,09 / 100,00  | 1,23 |

#### Beato
| Partido                 | Partido                                         | Votos  | %               | +/-  |
| ----------------------- | ----------------------------------------------- | ------ | --------------- | ---- |
|                         | Partido Socialista                              | 2 463  | 41,72 / 100,00  | 0,73 |
|                         | Partido Social Democrata                        | 1 024  | 17,34 / 100,00  | -    |
|                         | Bloco de Esquerda                               | 699    | 10,32 / 100,00  | 0,05 |
|                         | CDU - Coligação Democrática Unitária            | 571    | 9,67 / 100,00   | 2,37 |
|                         | Pessoas–Animais–Natureza                        | 282    | 4,78 / 100,00   | 2,91 |
|                         | CDS – Partido Popular                           | 184    | 3,12 / 100,00   | -    |
|                         | Iniciativa Liberal                              | 118    | 2,00 / 100,00   | Novo |
|                         | CHEGA!                                          | 109    | 1,85 / 100,00   | Novo |
|                         | LIVRE                                           | 105    | 1,78 / 100,00   | 0,53 |
|                         | Aliança                                         | 68     | 1,15 / 100,00   | Novo |
|                         | Partido Comunista dos Trabalhadores Portugueses | 61     | 1,03 / 100,00   | 0,13 |
|                         | Outros (com menos de 1,00%)                     | 118    | 2,00 / 100,00   |      |
| Votos Inválidos         | Votos Inválidos                                 | 192    | 3,25 / 100,00   | 0,02 |
| Total                   | Total                                           | 5 904  | 100,00 / 100,00 |      |
| Eleitorado/Participação | Eleitorado/Participação                         | 10 760 | 54,87 / 100,00  | 4,96 |

#### Belém
| Partido                 | Partido                              | Votos  | %               | +/-  |
| ----------------------- | ------------------------------------ | ------ | --------------- | ---- |
|                         | Partido Social Democrata             | 3 154  | 32,88 / 100,00  | -    |
|                         | Partido Socialista                   | 2 396  | 24,98 / 100,00  | 3,69 |
|                         | CDS – Partido Popular                | 1 059  | 11,04 / 100,00  | -    |
|                         | Bloco de Esquerda                    | 628    | 6,55 / 100,00   | 0,61 |
|                         | Iniciativa Liberal                   | 589    | 6,14 / 100,00   | Novo |
|                         | CDU - Coligação Democrática Unitária | 492    | 5,13 / 100,00   | 0,43 |
|                         | Pessoas–Animais–Natureza             | 329    | 3,43 / 100,00   | 1,84 |
|                         | LIVRE                                | 299    | 3,12 / 100,00   | 1,25 |
|                         | Aliança                              | 153    | 1,59 / 100,00   | Novo |
|                         | CHEGA!                               | 124    | 1,29 / 100,00   | Novo |
|                         | Outros (com menos de 1,00%)          | 144    | 1,50 / 100,00   |      |
| Votos Inválidos         | Votos Inválidos                      | 226    | 2,35 / 100,00   | 0,57 |
| Total                   | Total                                | 9 593  | 100,00 / 100,00 |      |
| Eleitorado/Participação | Eleitorado/Participação              | 14 119 | 67,94 / 100,00  | 0,98 |

#### Benfica
| Partido                 | Partido                              | Votos  | %               | +/-  |
| ----------------------- | ------------------------------------ | ------ | --------------- | ---- |
|                         | Partido Socialista                   | 7 975  | 38,64 / 100,00  | 1,36 |
|                         | Partido Social Democrata             | 4 862  | 23,56 / 100,00  | -    |
|                         | Bloco de Esquerda                    | 1 898  | 9,20 / 100,00   | 0,62 |
|                         | CDU - Coligação Democrática Unitária | 1 515  | 7,34 / 100,00   | 0,67 |
|                         | CDS – Partido Popular                | 910    | 4,41 / 100,00   | -    |
|                         | Pessoas–Animais–Natureza             | 838    | 4,06 / 100,00   | 2,16 |
|                         | Iniciativa Liberal                   | 530    | 2,57 / 100,00   | Novo |
|                         | LIVRE                                | 510    | 2,47 / 100,00   | 0,82 |
|                         | CHEGA!                               | 294    | 1,42 / 100,00   | Novo |
|                         | Aliança                              | 274    | 1,33 / 100,00   | Novo |
|                         | Outros (com menos de 1,00%)          | 432    | 2,09 / 100,00   |      |
| Votos Inválidos         | Votos Inválidos                      | 603    | 2,93 / 100,00   | 0,01 |
| Total                   | Total                                | 20 641 | 100,00 / 100,00 |      |
| Eleitorado/Participação | Eleitorado/Participação              | 33 020 | 62,51 / 100,00  | 1,67 |

#### Campo de Ourique
| Partido                 | Partido                              | Votos  | %               | +/-  |
| ----------------------- | ------------------------------------ | ------ | --------------- | ---- |
|                         | Partido Socialista                   | 3 741  | 30,14 / 100,00  | 2,53 |
|                         | Partido Social Democrata             | 3 361  | 27,07 / 100,00  | -    |
|                         | Bloco de Esquerda                    | 1 066  | 8,59 / 100,00   | 0,36 |
|                         | CDS – Partido Popular                | 867    | 6,98 / 100,00   | -    |
|                         | CDU - Coligação Democrática Unitária | 768    | 6,19 / 100,00   | 1,04 |
|                         | Iniciativa Liberal                   | 666    | 5,36 / 100,00   | Novo |
|                         | Pessoas–Animais–Natureza             | 533    | 4,29 / 100,00   | 2,11 |
|                         | LIVRE                                | 481    | 3,87 / 100,00   | 1,38 |
|                         | Aliança                              | 206    | 1,66 / 100,00   | Novo |
|                         | CHEGA!                               | 146    | 1,18 / 100,00   | Novo |
|                         | Outros (com menos de 1,00%)          | 248    | 2,00 / 100,00   |      |
| Votos Inválidos         | Votos Inválidos                      | 331    | 2,67 / 100,00   | 0,39 |
| Total                   | Total                                | 12 414 | 100,00 / 100,00 |      |
| Eleitorado/Participação | Eleitorado/Participação              | 19 524 | 63,58 / 100,00  | 1,73 |

#### Campolide
| Partido                 | Partido                              | Votos  | %               | +/-  |
| ----------------------- | ------------------------------------ | ------ | --------------- | ---- |
|                         | Partido Socialista                   | 2 736  | 35,69 / 100,00  | 0,64 |
|                         | Partido Social Democrata             | 1 814  | 23,66 / 100,00  | -    |
|                         | Bloco de Esquerda                    | 701    | 9,14 / 100,00   | 0,67 |
|                         | CDU - Coligação Democrática Unitária | 556    | 7,25 / 100,00   | 0,88 |
|                         | CDS – Partido Popular                | 389    | 5,07 / 100,00   | -    |
|                         | Iniciativa Liberal                   | 349    | 4,55 / 100,00   | Novo |
|                         | Pessoas–Animais–Natureza             | 300    | 3,91 / 100,00   | 2,01 |
|                         | LIVRE                                | 186    | 2,43 / 100,00   | 0,94 |
|                         | Aliança                              | 119    | 1,55 / 100,00   | Novo |
|                         | CHEGA!                               | 95     | 1,24 / 100,00   | Novo |
|                         | Outros (com menos de 1,00%)          | 196    | 2,56 / 100,00   |      |
| Votos Inválidos         | Votos Inválidos                      | 206    | 2,69 / 100,00   | 0,04 |
| Total                   | Total                                | 7 667  | 100,00 / 100,00 |      |
| Eleitorado/Participação | Eleitorado/Participação              | 13 075 | 58,64 / 100,00  | 2,17 |

#### Carnide
| Partido                 | Partido                              | Votos  | %               | +/-  |
| ----------------------- | ------------------------------------ | ------ | --------------- | ---- |
|                         | Partido Socialista                   | 3 558  | 34,65 / 100,00  | 0,81 |
|                         | Partido Social Democrata             | 2 596  | 25,28 / 100,00  | -    |
|                         | CDU - Coligação Democrática Unitária | 886    | 8,63 / 100,00   | 0,96 |
|                         | Bloco de Esquerda                    | 873    | 8,50 / 100,00   | 1,09 |
|                         | CDS – Partido Popular                | 535    | 5,21 / 100,00   | -    |
|                         | Pessoas–Animais–Natureza             | 394    | 3,84 / 100,00   | 2,29 |
|                         | Iniciativa Liberal                   | 359    | 3,50 / 100,00   | Novo |
|                         | LIVRE                                | 262    | 2,55 / 100,00   | 1,06 |
|                         | CHEGA!                               | 140    | 1,36 / 100,00   | Novo |
|                         | Aliança                              | 127    | 1,24 / 100,00   | Novo |
|                         | Outros (com menos de 1,00%)          | 216    | 2,12 / 100,00   |      |
| Votos Inválidos         | Votos Inválidos                      | 321    | 3,12 / 100,00   | 0,67 |
| Total                   | Total                                | 10 267 | 100,00 / 100,00 |      |
| Eleitorado/Participação | Eleitorado/Participação              | 16 216 | 63,31 / 100,00  | 2,77 |

#### Estrela
| Partido                 | Partido                              | Votos  | %               | +/-  |
| ----------------------- | ------------------------------------ | ------ | --------------- | ---- |
|                         | Partido Social Democrata             | 3 282  | 30,97 / 100,00  | -    |
|                         | Partido Socialista                   | 2 655  | 25,06 / 100,00  | 3,30 |
|                         | CDS – Partido Popular                | 1 168  | 11,02 / 100,00  | -    |
|                         | Iniciativa Liberal                   | 728    | 6,87 / 100,00   | Novo |
|                         | Bloco de Esquerda                    | 718    | 6,78 / 100,00   | 0,39 |
|                         | CDU - Coligação Democrática Unitária | 587    | 5,54 / 100,00   | 0,86 |
|                         | LIVRE                                | 371    | 3,50 / 100,00   | 1,34 |
|                         | Pessoas–Animais–Natureza             | 367    | 3,46 / 100,00   | 2,06 |
|                         | Aliança                              | 184    | 1,74 / 100,00   | Novo |
|                         | CHEGA!                               | 115    | 1,09 / 100,00   | Novo |
|                         | Outros (com menos de 1,00%)          | 167    | 1,58 / 100,00   |      |
| Votos Inválidos         | Votos Inválidos                      | 254    | 2,39 / 100,00   | 0,16 |
| Total                   | Total                                | 10 596 | 100,00 / 100,00 |      |
| Eleitorado/Participação | Eleitorado/Participação              | 16 516 | 64,16 / 100,00  | 0,91 |

#### Lumiar
| Partido                 | Partido                              | Votos  | %               | +/-  |
| ----------------------- | ------------------------------------ | ------ | --------------- | ---- |
|                         | Partido Social Democrata             | 8 192  | 30,78 / 100,00  | -    |
|                         | Partido Socialista                   | 7 938  | 29,82 / 100,00  | 2,39 |
|                         | Bloco de Esquerda                    | 2 049  | 7,70 / 100,00   | 0,70 |
|                         | CDS – Partido Popular                | 1 816  | 6,82 / 100,00   | -    |
|                         | CDU - Coligação Democrática Unitária | 1 424  | 5,35 / 100,00   | 0,09 |
|                         | Iniciativa Liberal                   | 1 390  | 5,22 / 100,00   | Novo |
|                         | Pessoas–Animais–Natureza             | 979    | 3,68 / 100,00   | 1,95 |
|                         | LIVRE                                | 799    | 3,00 / 100,00   | 0,93 |
|                         | Aliança                              | 446    | 1,68 / 100,00   | Novo |
|                         | CHEGA!                               | 332    | 1,25 / 100,00   | Novo |
|                         | Outros (com menos de 1,00%)          | 484    | 1,83 / 100,00   |      |
| Votos Inválidos         | Votos Inválidos                      | 769    | 2,89 / 100,00   | 0,52 |
| Total                   | Total                                | 26 618 | 100,00 / 100,00 |      |
| Eleitorado/Participação | Eleitorado/Participação              | 39 197 | 67,91 / 100,00  | 1,53 |

#### Marvila
| Partido                 | Partido                                         | Votos  | %               | +/-  |
| ----------------------- | ----------------------------------------------- | ------ | --------------- | ---- |
|                         | Partido Socialista                              | 7 905  | 47,38 / 100,00  | 5,17 |
|                         | Partido Social Democrata                        | 2 194  | 13,15 / 100,00  | -    |
|                         | Bloco de Esquerda                               | 1 821  | 10,91 / 100,00  | 1,27 |
|                         | CDU - Coligação Democrática Unitária            | 1 459  | 8,74 / 100,00   | 3,20 |
|                         | Pessoas–Animais–Natureza                        | 710    | 4,26 / 100,00   | 2,30 |
|                         | CDS – Partido Popular                           | 394    | 2,36 / 100,00   | -    |
|                         | CHEGA!                                          | 382    | 2,29 / 100,00   | Novo |
|                         | LIVRE                                           | 263    | 1,58 / 100,00   | 0,70 |
|                         | Partido Comunista dos Trabalhadores Portugueses | 214    | 1,28 / 100,00   | 0,58 |
|                         | Iniciativa Liberal                              | 167    | 1,00 / 100,00   | Novo |
|                         | Outros (com menos de 1,00%)                     | 70     | 3,70 / 100,00   |      |
| Votos Inválidos         | Votos Inválidos                                 | 553    | 3,31 / 100,00   | 0,38 |
| Total                   | Total                                           | 16 685 | 100,00 / 100,00 |      |
| Eleitorado/Participação | Eleitorado/Participação                         | 33 962 | 49,13 / 100,00  | 4,33 |

#### Misericórdia
| Partido                 | Partido                              | Votos  | %               | +/-  |
| ----------------------- | ------------------------------------ | ------ | --------------- | ---- |
|                         | Partido Socialista                   | 1 766  | 33,45 / 100,00  | 2,39 |
|                         | Partido Social Democrata             | 1 060  | 20,08 / 100,00  | -    |
|                         | Bloco de Esquerda                    | 549    | 10,40 / 100,00  | 0,11 |
|                         | CDU - Coligação Democrática Unitária | 446    | 8,45 / 100,00   | 0,12 |
|                         | CDS – Partido Popular                | 311    | 5,89 / 100,00   | -    |
|                         | LIVRE                                | 276    | 5,23 / 100,00   | 1,48 |
|                         | Pessoas–Animais–Natureza             | 250    | 4,73 / 100,00   | 2,46 |
|                         | Iniciativa Liberal                   | 249    | 4,72 / 100,00   | Novo |
|                         | CHEGA!                               | 58     | 1,10 / 100,00   | Novo |
|                         | Aliança                              | 55     | 1,04 / 100,00   | Novo |
|                         | Outros (com menos de 1,00%)          | 114    | 2,16 / 100,00   |      |
| Votos Inválidos         | Votos Inválidos                      | 146    | 2,77 / 100,00   | 0,28 |
| Total                   | Total                                | 5 280  | 100,00 / 100,00 |      |
| Eleitorado/Participação | Eleitorado/Participação              | 10 112 | 52,22 / 100,00  | 5,71 |

#### Olivais
| Partido                 | Partido                              | Votos  | %               | +/-  |
| ----------------------- | ------------------------------------ | ------ | --------------- | ---- |
|                         | Partido Socialista                   | 6 654  | 37,36 / 100,00  | 2,00 |
|                         | Partido Social Democrata             | 3 674  | 20,74 / 100,00  | -    |
|                         | Bloco de Esquerda                    | 1 926  | 10,87 / 100,00  | 0,69 |
|                         | CDU - Coligação Democrática Unitária | 1 582  | 8,93 / 100,00   | 1,57 |
|                         | Pessoas–Animais–Natureza             | 805    | 4,54 / 100,00   | 2,54 |
|                         | CDS – Partido Popular                | 665    | 3,75 / 100,00   | -    |
|                         | Iniciativa Liberal                   | 428    | 2,42 / 100,00   | Novo |
|                         | LIVRE                                | 398    | 2,25 / 100,00   | 0,86 |
|                         | CHEGA!                               | 321    | 1,81 / 100,00   | Novo |
|                         | Aliança                              | 196    | 1,11 / 100,00   | Novo |
|                         | Outros (com menos de 1,00%)          | 496    | 2,80 / 100,00   |      |
| Votos Inválidos         | Votos Inválidos                      | 570    | 3,22 / 100,00   | 0,33 |
| Total                   | Total                                | 17 715 | 100,00 / 100,00 |      |
| Eleitorado/Participação | Eleitorado/Participação              | 29 832 | 59,38 / 100,00  | 3,34 |

#### Parque das Nações
| Partido                 | Partido                              | Votos  | %               | +/-  |
| ----------------------- | ------------------------------------ | ------ | --------------- | ---- |
|                         | Partido Socialista                   | 3 710  | 33,61 / 100,00  | 1,02 |
|                         | Partido Social Democrata             | 3 203  | 29,02 / 100,00  | -    |
|                         | Bloco de Esquerda                    | 837    | 7,58 / 100,00   | 1,54 |
|                         | Iniciativa Liberal                   | 643    | 5,83 / 100,00   | Novo |
|                         | CDU - Coligação Democrática Unitária | 593    | 5,37 / 100,00   | 0,41 |
|                         | CDS – Partido Popular                | 541    | 4,90 / 100,00   | -    |
|                         | Pessoas–Animais–Natureza             | 409    | 3,71 / 100,00   | 1,86 |
|                         | LIVRE                                | 277    | 2,51 / 100,00   | 0,65 |
|                         | Aliança                              | 153    | 1,39 / 100,00   | Novo |
|                         | CHEGA!                               | 145    | 1,31 / 100,00   | Novo |
|                         | Outros (com menos de 1,00%)          | 216    | 1,95 / 100,00   |      |
| Votos Inválidos         | Votos Inválidos                      | 311    | 2,82 / 100,00   | 0,37 |
| Total                   | Total                                | 11 038 | 100,00 / 100,00 |      |
| Eleitorado/Participação | Eleitorado/Participação              | 16 833 | 65,57 / 100,00  | 2,13 |

#### Penha de França
| Partido                 | Partido                              | Votos  | %               | +/-  |
| ----------------------- | ------------------------------------ | ------ | --------------- | ---- |
|                         | Partido Socialista                   | 4 877  | 35,53 / 100,00  | 2,27 |
|                         | Partido Social Democrata             | 2 684  | 19,56 / 100,00  | -    |
|                         | Bloco de Esquerda                    | 1 867  | 13,60 / 100,00  | 2,11 |
|                         | CDU - Coligação Democrática Unitária | 1 213  | 8,84 / 100,00   | 0,74 |
|                         | Pessoas–Animais–Natureza             | 676    | 4,93 / 100,00   | 2,39 |
|                         | LIVRE                                | 563    | 4,10 / 100,00   | 2,33 |
|                         | CDS – Partido Popular                | 414    | 3,02 / 100,00   | -    |
|                         | Iniciativa Liberal                   | 302    | 2,20 / 100,00   | Novo |
|                         | CHEGA!                               | 186    | 1,36 / 100,00   | Novo |
|                         | Aliança                              | 175    | 1,28 / 100,00   | Novo |
|                         | Outros (com menos de 1,00%)          | 376    | 2,73 / 100,00   |      |
| Votos Inválidos         | Votos Inválidos                      | 392    | 2,85 / 100,00   | 0,19 |
| Total                   | Total                                | 13 725 | 100,00 / 100,00 |      |
| Eleitorado/Participação | Eleitorado/Participação              | 24 792 | 55,36 / 100,00  | 3,92 |

#### Santa Clara
| Partido                 | Partido                                         | Votos  | %               | +/-  |
| ----------------------- | ----------------------------------------------- | ------ | --------------- | ---- |
|                         | Partido Socialista                              | 3 945  | 42,25 / 100,00  | 2,79 |
|                         | Partido Social Democrata                        | 1 775  | 19,01 / 100,00  | -    |
|                         | Bloco de Esquerda                               | 770    | 8,25 / 100,00   | 1,38 |
|                         | CDU - Coligação Democrática Unitária            | 708    | 7,58 / 100,00   | 2,56 |
|                         | Pessoas–Animais–Natureza                        | 401    | 4,29 / 100,00   | 2,29 |
|                         | CDS – Partido Popular                           | 353    | 3,78 / 100,00   | -    |
|                         | Iniciativa Liberal                              | 239    | 2,56 / 100,00   | Novo |
|                         | CHEGA!                                          | 237    | 2,54 / 100,00   | Novo |
|                         | LIVRE                                           | 174    | 1,86 / 100,00   | 0,38 |
|                         | Aliança                                         | 120    | 1,29 / 100,00   | Novo |
|                         | Partido Comunista dos Trabalhadores Portugueses | 109    | 1,17 / 100,00   | 0,02 |
|                         | Outros (com menos de 1,00%)                     | 194    | 2,08 / 100,00   |      |
| Votos Inválidos         | Votos Inválidos                                 | 313    | 3,36 / 100,00   | 0,23 |
| Total                   | Total                                           | 9 338  | 100,00 / 100,00 |      |
| Eleitorado/Participação | Eleitorado/Participação                         | 19 152 | 48,76 / 100,00  | 4,34 |

#### Santa Maria Maior
| Partido                 | Partido                                         | Votos | %               | +/-  |
| ----------------------- | ----------------------------------------------- | ----- | --------------- | ---- |
|                         | Partido Socialista                              | 1 750 | 39,41 / 100,00  | 0,17 |
|                         | Partido Social Democrata                        | 717   | 16,15 / 100,00  | -    |
|                         | Bloco de Esquerda                               | 482   | 10,86 / 100,00  | 0,70 |
|                         | CDU - Coligação Democrática Unitária            | 474   | 10,68 / 100,00  | 0,56 |
|                         | LIVRE                                           | 199   | 4,48 / 100,00   | 1,70 |
|                         | Pessoas–Animais–Natureza                        | 197   | 4,44 / 100,00   | 2,51 |
|                         | CDS – Partido Popular                           | 161   | 3,63 / 100,00   | -    |
|                         | Iniciativa Liberal                              | 116   | 2,61 / 100,00   | Novo |
|                         | CHEGA!                                          | 54    | 1,22 / 100,00   | Novo |
|                         | Partido Comunista dos Trabalhadores Portugueses | 54    | 1,22 / 100,00   | 0,17 |
|                         | Outros (com menos de 1,00%)                     | 122   | 2,75 / 100,00   |      |
| Votos Inválidos         | Votos Inválidos                                 | 114   | 2,57 / 100,00   | 0,21 |
| Total                   | Total                                           | 4 440 | 100,00 / 100,00 |      |
| Eleitorado/Participação | Eleitorado/Participação                         | 9 699 | 45,78 / 100,00  | 6,22 |

#### Santo António
| Partido                 | Partido                              | Votos  | %               | +/-  |
| ----------------------- | ------------------------------------ | ------ | --------------- | ---- |
|                         | Partido Social Democrata             | 1 759  | 28,01 / 100,00  | -    |
|                         | Partido Socialista                   | 1 645  | 26,20 / 100,00  | 3,58 |
|                         | Bloco de Esquerda                    | 577    | 9,19 / 100,00   | 0,15 |
|                         | CDS – Partido Popular                | 545    | 8,68 / 100,00   | -    |
|                         | Iniciativa Liberal                   | 395    | 6,29 / 100,00   | Novo |
|                         | LIVRE                                | 361    | 5,75 / 100,00   | 1,94 |
|                         | CDU - Coligação Democrática Unitária | 359    | 5,72 / 100,00   | 0,64 |
|                         | Pessoas–Animais–Natureza             | 257    | 4,09 / 100,00   | 2,13 |
|                         | Aliança                              | 82     | 1,31 / 100,00   | Novo |
|                         | Outros (com menos de 1,00%)          | 149    | 2,37 / 100,00   |      |
| Votos Inválidos         | Votos Inválidos                      | 150    | 2,39 / 100,00   | 0,45 |
| Total                   | Total                                | 6 279  | 100,00 / 100,00 |      |
| Eleitorado/Participação | Eleitorado/Participação              | 10 485 | 59,89 / 100,00  | 2,01 |

#### São Domingos de Benfica
| Partido                 | Partido                              | Votos  | %               | +/-  |
| ----------------------- | ------------------------------------ | ------ | --------------- | ---- |
|                         | Partido Social Democrata             | 6 533  | 31,69 / 100,00  | -    |
|                         | Partido Socialista                   | 6 222  | 30,18 / 100,00  | 2,66 |
|                         | Bloco de Esquerda                    | 1 619  | 7,85 / 100,00   | 0,07 |
|                         | CDS – Partido Popular                | 1 430  | 6,94 / 100,00   | -    |
|                         | CDU - Coligação Democrática Unitária | 1 108  | 5,37 / 100,00   | 0,14 |
|                         | Iniciativa Liberal                   | 907    | 4,40 / 100,00   | Novo |
|                         | Pessoas–Animais–Natureza             | 799    | 3,88 / 100,00   | 2,31 |
|                         | LIVRE                                | 592    | 2,87 / 100,00   | 0,91 |
|                         | Aliança                              | 331    | 1,61 / 100,00   | Novo |
|                         | CHEGA!                               | 220    | 1,07 / 100,00   | Novo |
|                         | Outros (com menos de 1,00%)          | 309    | 1,50 / 100,00   |      |
| Votos Inválidos         | Votos Inválidos                      | 544    | 2,64 / 100,00   | 0,46 |
| Total                   | Total                                | 20 614 | 100,00 / 100,00 |      |
| Eleitorado/Participação | Eleitorado/Participação              | 30 803 | 66,92 / 100,00  | 1,44 |

#### São Vicente

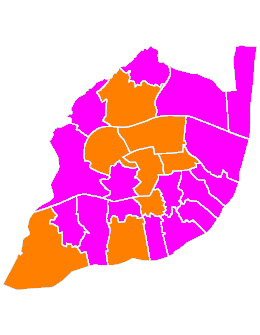
PS
PSD

| Partido                 | Partido                              | Votos  | %               | +/-  |
| ----------------------- | ------------------------------------ | ------ | --------------- | ---- |
|                         | Partido Socialista                   | 2 353  | 36,46 / 100,00  | 2,48 |
|                         | Partido Social Democrata             | 1 198  | 18,56 / 100,00  | -    |
|                         | Bloco de Esquerda                    | 813    | 12,60 / 100,00  | 1,21 |
|                         | CDU - Coligação Democrática Unitária | 640    | 9,92 / 100,00   | 0,36 |
|                         | LIVRE                                | 345    | 5,35 / 100,00   | 2,37 |
|                         | Pessoas–Animais–Natureza             | 325    | 5,04 / 100,00   | 3,18 |
|                         | CDS – Partido Popular                | 192    | 2,97 / 100,00   | -    |
|                         | Iniciativa Liberal                   | 124    | 1,92 / 100,00   | Novo |
|                         | Aliança                              | 67     | 1,04 / 100,00   | Novo |
|                         | CHEGA!                               | 67     | 1,04 / 100,00   | Novo |
|                         | Outros (com menos de 1,00%)          | 153    | 2,37 / 100,00   |      |
| Votos Inválidos         | Votos Inválidos                      | 177    | 2,74 / 100,00   | 0,09 |
| Total                   | Total                                | 6 454  | 100,00 / 100,00 |      |
| Eleitorado/Participação | Eleitorado/Participação              | 11 727 | 55,04 / 100,00  | 2,93 |